# Marianne Noack
Marianne Noack (Rostock, Alemania, 5 de octubre de 1951) es una gimnasta artística alemana, que compitiendo con Alemania del Este, consiguió ser subcampeona mundial en 1970 en el concurso por equipos.

## Carrera deportiva
En los JJ. OO. de México 1968 consigue el bronce en el concurso por equipos, tras la Unión Soviética y Checoslovaquia, siendo sus compañeras: Maritta Bauerschmidt, Karin Janz, Magdalena Schmidt, Ute Starke y Erika Zuchold.
En el Mundial de Liubliana 1970 gana la plata en el concurso por equipos, tras la Unión Soviética y por delante de Checoslovaquia (bronce), siendo sus compañeras de equipo: Angelika Hellmann, Karin Janz, Richarda Schmeißer, Christine Schmitt y Erika Zuchold.